# كيري إيمانويل
كيري إيمانوال عالم طقس أمريكي ولد في 21 أفريل 1955، ويعمل حاليا في معهد ماساتشوستس للتقنية ببوسطن، تعتبر بحوثه في فيزياء الغلاف الجوي من أهم البحوث المتعلقة بعلم الطقس. وهو مختص بالحمل الجوي والعوامل المؤدية إلى اشتداد الأعاصير.
في سنة 2007 تم انتخابه كعضو في الأكاديمية الوطنية الأمريكية للعلوم. كما أدرج ضمن قائمة مئة شخصية الأكثر تأثيرا في العالم لسنة 2006.